# Charles King (Schauspieler, 1895)

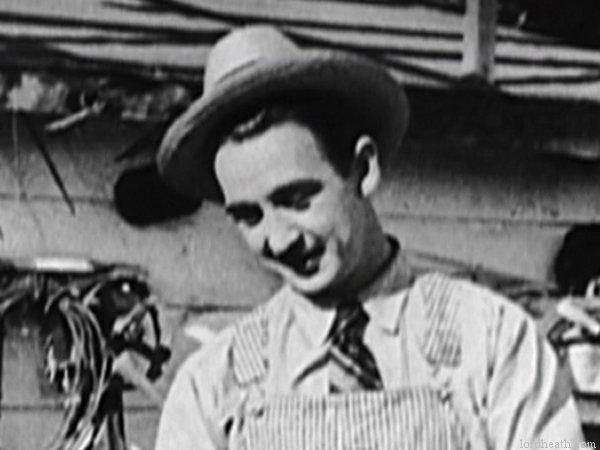
Charles King

Charles Lafayette King (* 21. Februar 1895 in Hillsboro, Texas, Vereinigte Staaten; † 7. Mai 1957 in Hollywood, Kalifornien, Vereinigte Staaten) war ein US-amerikanischer Schauspieler.

## Leben
Charles King wurde 1895 in Hillsboro, im US-Bundesstaat Texas geboren.
Er spielte zwischen 1915 und 1956 in über 400 Filmen.
Er starb im Alter von 62 Jahren an einer Leberzirrhose.

## Filmografie
- 1915: Die Geburt einer Nation (The Birth of a Nation)
- 1921: Singing River
- 1921: A Motion to Adjourn
- 1922: The Black Bag
- 1923: Merry-Go-Round
- 1925: Hearts of the West
- 1927: Range Courage
- 1928: Barnum & Ringling, Inc.
- 1928: Sisters of Eve
- 1930: The Dawn Trail
- 1930: Beyond the Law
- 1931: Sturz in den Abgrund (Branded Men)
- 1931: Alias – the Bad Man
- 1931: Sheriff und Sträfling (The Pocatello Kid)
- 1931: Two Gun Man
- 1931: Der Schrecken von Arizona (Arizona Terror)
- 1932: Honor of the Mounted
- 1932: The Hurricane Express
- 1932: The Man from Arizona
- 1932: Outlaw Kill (Outlaw Justice)
- 1932: Young Blood
- 1932: The Fighting Champ
- 1932: The Gay Buckaroo
- 1932: Ghost City
- 1932: A Man's Land
- 1933: Strawberry Roan
- 1933: The Fighting Parson
- 1934: The Prescott Kid
- 1935: Fünf Jahre und ein Tag danach (Tumbling Tumbleweeds)
- 1935: His Fighting Blood
- 1935: Mississippi  – Desk Clerk
- 1935: Red Blood of Courage
- 1936: The Lawless Nineties
- 1936: Hearts in Bondage
- 1936: Idaho Kid
- 1936: Men of the Plains
- 1937: The Fighting Deputy
- 1937: The Gambling Terror
- 1937: Luck of Roaring Camp
- 1937: Riders of the Rockies
- 1937: Carmen in Texas (Trouble in Texas)
- 1938: Gun Packer
- 1938: Frontier Town
- 1939: Frontiers of '49
- 1939: The Taming of the West
- 1940: Deadwood Dick
- 1940: Billy the Kid in Texas
- 1940: Billy the Kid's Gun Justice
- 1940: Lightning Strikes West
- 1940: Wild Horse Range
- 1941: Forbidden Trails
- 1941: Law of the Range
- 1941: The Lone Rider Crosses the Rio
- 1941: The Lone Rider in Ghost Town
- 1941: The Lone Rider Ambushed
- 1941: The Lone Rider Fights Back
- 1941: White Eagle
- 1941: Billy the Kid in Santa Fe
- 1941: Billy the Kid Wanted
- 1941: Billy the Kid's Round-Up
- 1942: Border Roundup
- 1942: Outlaws of Boulder Pass
- 1942: Overland Stagecoach
- 1942: Arizona Stage Coach
- 1942: Trail Riders
- 1942: Sheriff of Sage Valley
- 1943: Riders of the Rio Grande
- 1943: Raiders of Red Gap
- 1943: Two Fisted Justice
- 1943: Haunted Ranch
- 1943: Land of Hunted Men
- 1943: The Kid Rides Again
- 1943: Western Cyclone
- 1943: Cattle Stampede
- 1943: Devil Riders
- 1944: Dead or Alive
- 1944: The Great Mike
- 1944: Brand of the Devil
- 1944: Land of the Outlaws
- 1944: Arizona Whirlwind
- 1944: Frontier Outlaws
- 1944: Harmony Trail
- 1944: Valley of Vengeance
- 1944: Oath of Vengeance
- 1944: Fuzzy Settles Down
- 1944: Rustlers' Hideout
- 1945: His Brother's Ghost
- 1945: Shadows of Death
- 1945: Gangster's Den
- 1945: Border Badmen
- 1946: Outlaws of the Plains
- 1946: Ghost of Hidden Valley
- 1946: Prairie Badmen
- 1947: Brick Bradford
- 1947: Killer at Large
- 1947: Fuzzy, Räuber und Banditen (Law of the Lash)
- 1948: Congo Bill
- 1948: Oklahoma Blues
- 1948: Im Netz der Schwarzen Spinne (Superman)
- 1949: Adventures of Sir Galahad
- 1949: Bruce Gentry – Daredevil of the Skies
- 1956–1957: Rauchende Colts (Gunsmoke) – TV-Serie